# قطعنامه ۲۱۱۱ شورای امنیت
قطعنامه ۲۱۱۱ شورای امنیت سازمان ملل متحد سندی بین‌المللی دربارهٔ وضعیت در سومالی است. این قطعنامه طی نشست شورای امنیت سازمان ملل متحد در تاریخ ۲۴ ژوئیه ۲۰۱۳ میلادی با ۱۵ رأی موافق، ۰ مخالف و ۰ ممتنع به تصویب رسید.